# Jorge Wagner
Pour les articles homonymes, voir Wagner.
Jorge Wagner est un footballeur brésilien né le 17 novembre 1978. Il est milieu offensif gauche.

## Palmarès
- Championnat du Japon de football :
  - Champion : 2011

- Coupe du Japon:
  - Vainqueur : 2012

- Coupe de la Ligue japonaise
  - Vainqueur :2013

- Supercoupe du Japon
  - Vainqueur : 2012
  - Finaliste : 2013

- Membre du J. League Best Eleven en 2011